# 叔仲小
叔仲小（?—?），即叔仲穆子，姬姓，谥号穆，名小，叔孙氏的别支叔仲氏，叔仲带之子。
叔仲小想要离间季孙氏和叔孙氏两家，叔孙婼受三命。叔仲小对季孙意如说：“三命超过了父兄，这是不合于礼的。”季孙意如就让叔孙婼自己辞谢。叔孙婼说若是因祸乱而讨伐，我听从命令。若不废弃国君的命令，那么本来就有我的位次。想和季氏打官司。季孙意如于是归罪于叔仲小。季孙意如继立后，对费宰南蒯不加礼遇，南蒯与子仲、叔仲穆子合谋，打算驱逐季孙意如，把他的家产充公，让子仲取代他的地位，南蒯则占据费地成为公臣。前530年，南蒯、子仲后来失败逃亡到齐国，季孙意如想要让叔孙婼赶走叔仲小。叔仲小得知，不敢朝见。叔孙婼命令官吏告诉叔仲小在朝廷上等待办公，说：“我不充当怨恨聚集的角色。”